# Allods Team
Allods Team è uno sviluppatore di giochi russo e una sussidiaria di VK. Fondato nel settembre 2006, era precedentemente noto come Nival Online e Astrum Nival. Il 24 febbraio 2010, Mail.Ru ha annunciato l'acquisizione del 100% di Astrum Nival dai suoi precedenti proprietari. Da quel punto, Astrum Nival agisce sotto il nome di Mail.Ru. Il 29 settembre 2011, lo studio è stato rinominato in Allods Team. Gli uffici del Team Allods si trovano a Mosca, Voronezh e Bishkek.

## Attività
Allods Team è uno sviluppatore di giochi per computer online e applicazioni mobili.
Lo studio ha creato Allods Online, il primo grande MMORPG russo e ora sta lavorando al gioco di ruolo online multiplayer Skyforge. Il team ha anche ideato Allods Adventure HD, un puzzle game per dispositivi iOS.
Il nucleo del team di Allods comprende veterani del settore che ha sviluppato giochi di fama internazionale tra cui Evil Islands, Etherlords, Silent Storm e Heroes of Might e Magic V. Professionisti che hanno svolto un ruolo fondamentale nello sviluppo di progetti come Pirates of the Caribbean, IL-2 Sturmovik: Birds Of Prey, Sphere 2 e Age of Pirates: Captain Blood si è unito allo studio per lavorare su Skyforge.
Attualmente, la società impiega diverse centinaia di persone.

## Struttura
- Vladimir Nikolsky — Direttore operativo di Mail.Ru
- Oleg Shpilchevsky — Capo della divisione giochi della Mail.Ru
- Yaroslavna Glebova — Capo dello sviluppo
- Aleksandr Mishulin — Direttore creativo
- Victor Surkov — Direttore artistico

Lo studio è diviso in diversi team di progetto:
Allods Online
- Anton Turishchev — Capo del progetto
- Arkadiy Buyak — Direttore creativo
- Evgeniy Lashchev — Direttore artistico
- Roman Gurov — Responsabile qualità

Skyforge
- Aleksandr Vertyankin — Capo del progetto
- Aleksandr Pankov — Direttore creativo
- Sergey Makeev — Direttore tecnico
- Anton Lavrushkin — Direttore artistico
- Petr Ivanov — Responsabile qualità

## Progetti

### Allods Online
Allods Online è un gioco di ruolo online multiplayer fantasy basato sulla famosa serie di giochi Allods/Rage of Mages. Insieme alla tipica attività MMORPG (combattimento di mostri, completamento di missioni, miglioramento delle caratteristiche del personaggio, ecc.), Allods Online presenta i cosiddetti viaggi Astral, un concetto unico che offre ai giocatori l'opportunità di costruire e pilotare la propria nave Astrale, che offre una varietà di opzioni PvE e PvP di gioco finale.
Molti elementi del gioco si riferiscono a specifici periodi storici di sviluppo dello stato russo, come alcuni dell'architettura. Ad esempio, quello di Kania ricorda quello della Russia medievale e Xadagan è un ovvio riferimento al regime totalitario dell'era di Stalin.

### Skyforge
Skyforge è un MMORPG ambientato in un universo in cui mortali e immortali combattono per la sopravvivenza contro le creature mitiche e gli invasori dallo spazio usando tecnologie all'avanguardia. I giocatori iniziano come immortali appena risorti nel mondo e gareggiano per diventare egli stessi dei. Il gioco è in sviluppo dal 2010.
I primi screenshot del gioco sono stati rivelati alla Skyforge Showcase alla Russian Game Developers Conference 2012.
Il gioco è stato annunciato ufficialmente a GDC nel marzo 2014.

### Allods Adventure HD
Allods Adventure HD è un'avventura rompicapo per dispositivi iOS ambientata nel fantastico mondo di Sarnaut, l'universo di Allods.